# Соколянский, Иван Афанасьевич
Иван Афанасьевич Соколянский  (25 марта 1889 — 27 ноября 1960) — советский дефектолог, специалист в области тифло- и сурдопедагогики.

## Биография
Родился 25 марта 1889 года в станице Динской Краснодарского края в большой казачьей семье, активно участвовал в революционных событиях на Кубани. Был арестован и выслан в Вологодскую область. После освобождения через полгода уехал в Петербург для получения образования. Поступил в Психоневрологический институт на педагогическое отделение естественно-исторического факультета, в котором учился с 1908 по 1913 год у выдающихся учёных: К. Н. Кржышковского, М. В. Богданова-Березовского, Е. С. Боришпольского, А. А. Крогиуса, Н. Д. Недлера.
В 1910 году был приглашён преподавателем в Александровское училище-хутор для глухонемых и был преподавателем этого училища до 1919 года. В этом же году был командирован на Всероссийский съезд деятелей по воспитанию и обучению глухонемых в Москве, где выступал с докладом «Об обучении украинских глухонемых родному языку». В 1919 году организовал в Умани школу для глухих детей и работал там до 1920 года, одновременно заведуя городским отделом народного образования.
В 1923 году переведён из Киева в Харьковский институт народного образования в качестве преподавателя дефектологии. Некоторое время возглавлял Всеукраинское общество «Педагог-марксист», председателем которого в России была Надежда Крупская. В этот период Соколянский продолжал сотрудничество с известным олигофренопедагогом Алексеем Граборовым, с психиатром Виктором Протопоповым, анатомом Владимиром Воробьевым.
В 1926 году Соколянский получил должность профессора по кафедре дефектологии факультета социального воспитания Института народного образования. Одновременно он заведовал опытно-педагогической станцией Наркомата просвещения Украины. 
В марте 1928 года (13 и 14-го числа) участвовал в диспуте, задачей перед которым была поставлено обсуждение (экспертиза) основных положений воспитательно-педагогической концепции, предложенной А.С. Макаренко для Коммуны имени Ф.Э. Дзержинского в двух документах - "Операционный план" и "Конституция" (коммуны). Почин диспута исходил от сотрудников НКВД (членов Правления коммуны), направивших 8 февраля 1928 года в Украинский НИИ педагогики соответствующий запрос к представителям теории и практики соцвоса и 11 вопросов для обсуждения. 
Основными оппонентами Макаренко (кроме Соколянского) были также учёный А.И. Попов и член правления коммуны и автор "11 вопросов" чекист Письменный. Все трое подвергли концепцию Макаренко резкой критике. Изложение этого диспута в художественном виде дано в главе "У подошвы Олимпа" в конце "Педагогической поэмы" (где Соколянский дан под фамилией М.М. Воробьёва, а Попов - Панова), а также в статье "Педагоги пожимают плечами".
С 1930 года становится директором только что организованного в Харькове НИИ педагогики и заведует там отделом дефектологии. Через три года арестован. После освобождения перешёл в Украинский институт экспериментальной медицины, туда же было переведено и учреждение для слепоглухих детей, где Соколянский заведовал отделом экспериментальной психофизиологии и клиникой для слепоглухих. Одновременно он был профессором Харьковского медицинского института по кафедре дефективного детства на факультете охраны материнства и детства. Разработал машину для помощи слепым и слепоглухим чтения.
В октябре 1937 года Соколянский вновь арестован и находился в тюрьме до мая 1939 года. Сразу после освобождения уезжает в Научно-исследовательский институт специальных школ на должность директора школы глухих; возглавил отдел сурдопедагогики института. С 1941 года в эвакуации в Пензенскую область работал консультантом облоно и завучем школы глухих. Через три года вернулся в Москву.
В 1947 году выступил на юбилейной сессии Академии наук СССР с докладом на тему: «Формирование личности при отсутствии зрительных и слуховых восприятий». В этом же году Соколянскому за педагогическую работу в области слепоглухонемоты президиумом Академии педагогических наук РСФСР присуждается премия им. К. Д. Ушинского.
В мае 1950 года Иван Соколянский организует лабораторию по изучению и воспитанию слепоглухих детей в составе двух научных сотрудников — Ивана Соколянского и Ольги Скороходовой, однако уже в декабре уходит из института из-за конфликта с директором, Дмитрием Азбукиным, Соколянский ушёл из Института и вернулся туда уже при новом директоре в 1951 году.
Известной воспитанницей Соколянского была Юлия Виноградова, чьё обучение, начатое в 1955 году, пошло столь успешно, что Соколянский смог демонстрировать её на заседании учёного совета Института и на Всесоюзном совещании психологов.
В 1957 году реабилитирован, с него были сняты все обвинения, и он восстановлен в партии. Умер 27 ноября 1960 года.

Могила И. А. Соколянского на Новодевичьем кладбище в Москве

В 1981 году Соколянскому и Александру Мещерякову посмертно была присуждена Государственная премия СССР за создание научной системы обучения слепоглухих детей.